# Action Réaction
 (avril 2022).
Si vous disposez d'ouvrages ou d'articles de référence ou si vous connaissez des sites web de qualité traitant du thème abordé ici, merci de compléter l'article en donnant les références utiles à sa vérifiabilité et en les liant à la section « Notes et références ».
Action Réaction est un jeu télévisé québécois animé par Pierre Lalonde et diffusé du 8 septembre 1986 au 1er juin 1990 sur le réseau Télévision Quatre-Saisons. Il a été créé et produit par Donald Lautrec. Il s'agissait d'une adaptation du quiz américain Chain Reaction.